# Ohtaansalmi
Ohtaansalmi är ett sund i Finland. Det ligger i den centrala delen av landet, 300 km nordost om huvudstaden Helsingfors.